# Santo Antônio (Osasco)

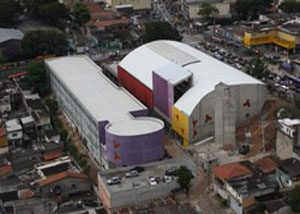
CEU localizado no Jardim Santo Antônio

Santo Antônio  é um bairro residencial de classe média com forte ascendência comercial localizado no município de  Osasco, São Paulo, Brasil.

## Principais vias
- Avenida João de Andrade
- Avenida Internacional

## História
O bairro era parte da fazenda que pertencia ao barão Evariste Sensaud de Lavaud, filho de Dimitri Sensaud de Lavaud construtor  do primeiro avião nacional e realizando o primeiro voo da América Latina, na cidade de Osasco, também conhecido como baixo Tonhão, por ter grandes biqueiras. 

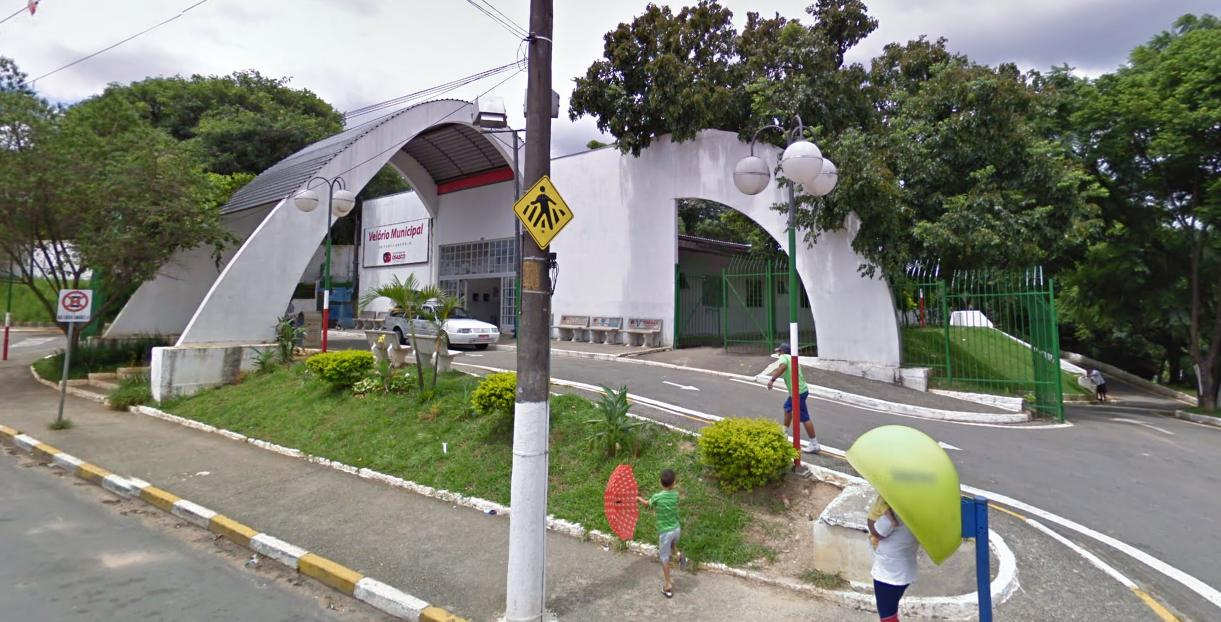
Cemitério municipal localizado no bairro.

O bairro recebe esse nome em homenagem à Santo Antonio, padroeiro da cidade.

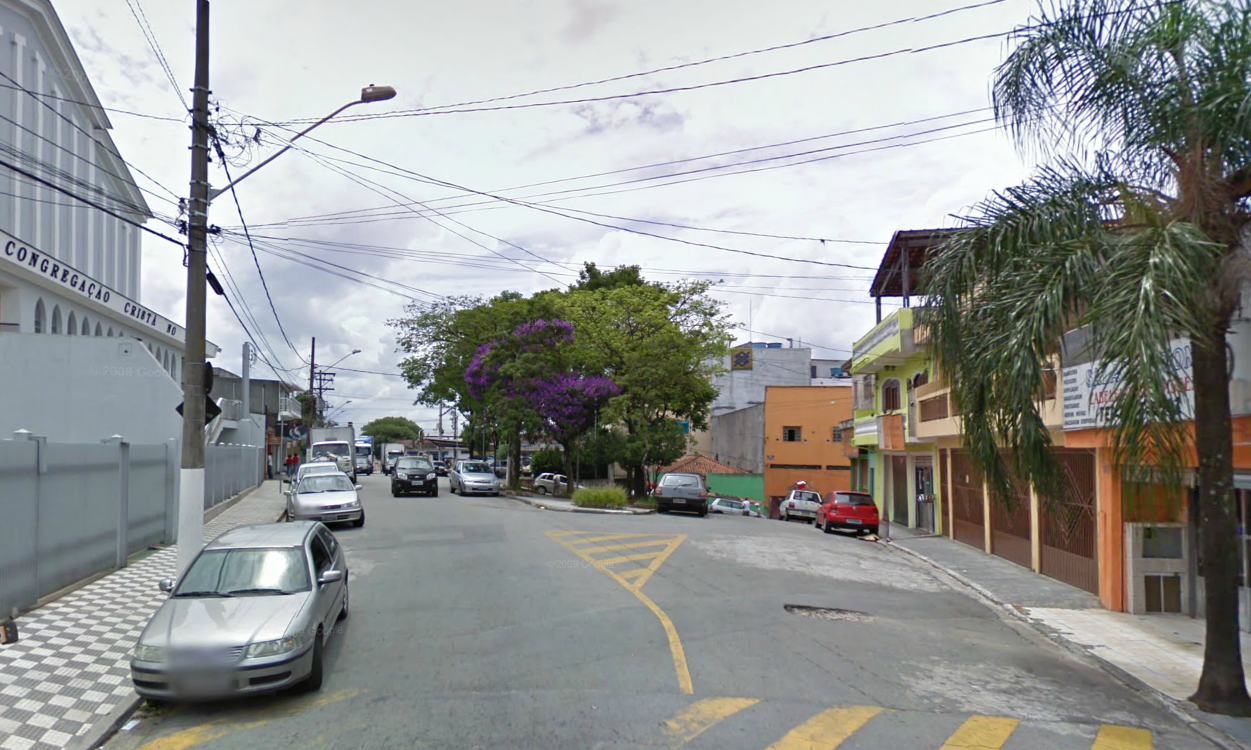
Rua adjacente à Avenida João de Andrade a principal via arterial do bairro.